# Lagarosifon
Lagarosifon (lat. Lagarosiphon),  biljni rod iz porodice žabogrizovki. Postoji devet priznatih vrsta raširenih po Africi, a neke su uvezene u Europu i Novi Zeland.

## Vrste
1. Lagarosiphon cordofanus Casp.
2. Lagarosiphon hydrilloides Rendle
3. Lagarosiphon ilicifolius Oberm.
4. Lagarosiphon madagascariensis Casp.
5. Lagarosiphon major (Ridl.) Moss
6. Lagarosiphon muscoides Harv.
7. Lagarosiphon rubellus Ridl.
8. Lagarosiphon steudneri Casp.
9. Lagarosiphon verticillifolius Oberm.